# Schloss Aspenstein

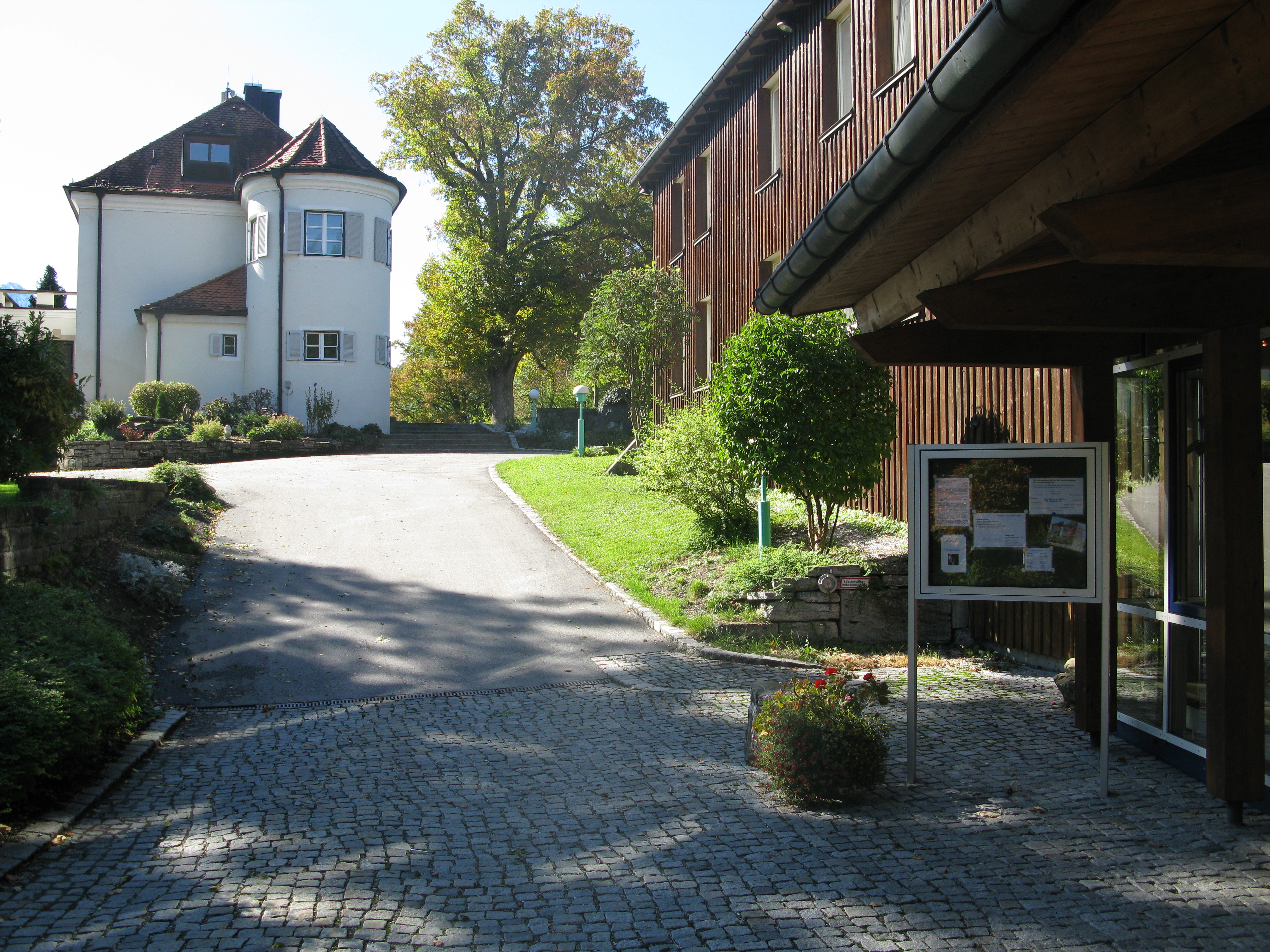
Schloss Aspenstein mit dem Gästehaus der Georg-von-Vollmar-Akademie im Vordergrund

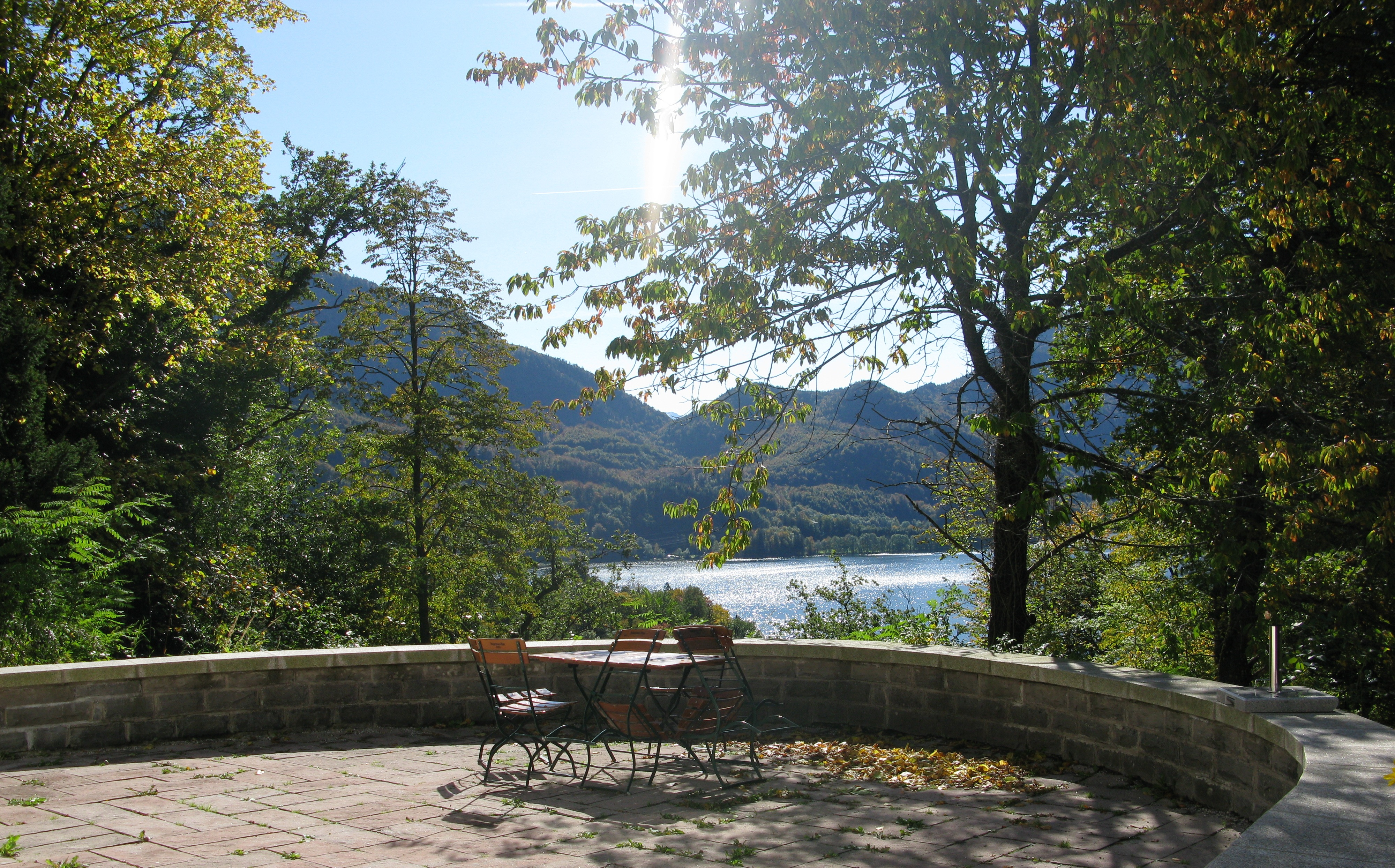
Die Rosenterrasse von Schloss Aspenstein mit Ausblick auf den Kochelsee

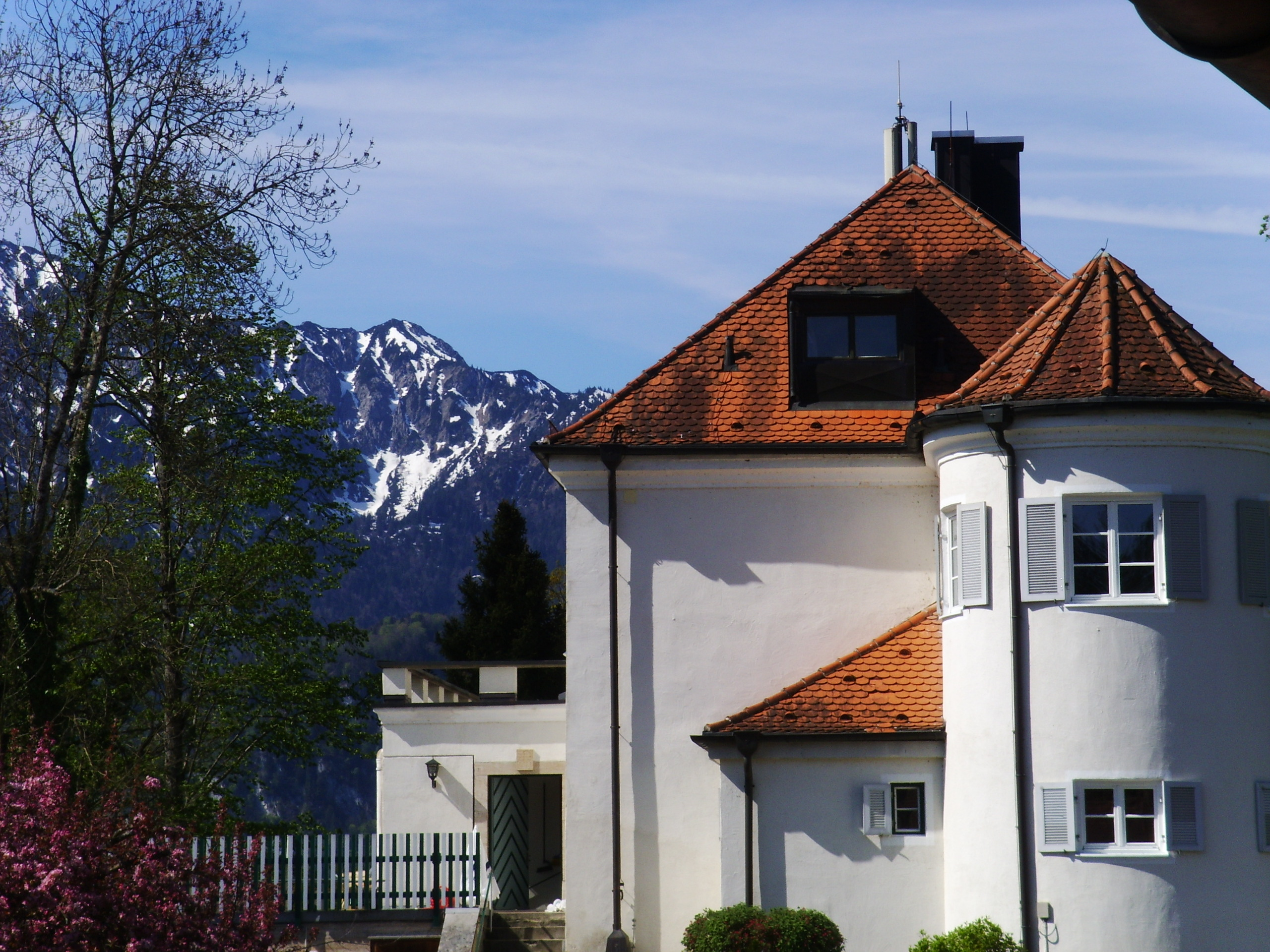
Schloss Aspenstein in Kochel am See

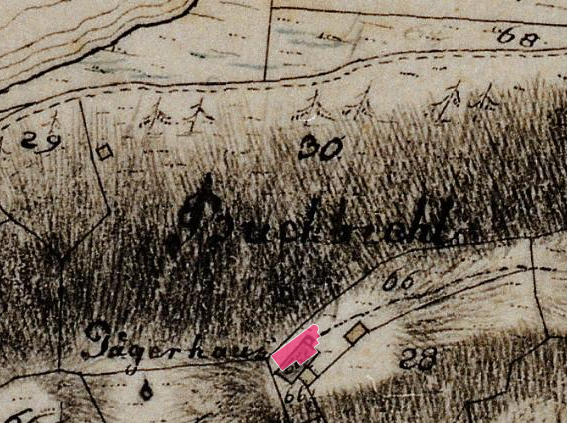
Lageplan von Schloss Aspenstein auf dem Urkataster von Bayern

Das Schloss Aspenstein (Aspensteinschlössl) in Kochel am See wurde ursprünglich im Auftrag des Klosters Benediktbeuern erbaut, als Kochel noch Teil der klösterlichen Herrschaft Benediktbeuern war. Nach der Säkularisation im Jahre 1803 wechselte es mehrfach den Besitzer – darunter auch Reichsjugendführer Baldur von Schirach. Heute beherbergt es die Georg-von-Vollmar-Akademie, die hier ihre Bildungsstätte als festen Lernort mit Seminaren der politischen Bildung sowie ein Tagungshaus für externe Anbieter betreibt. Die Anlage ist unter der Aktennummer D-1-73-133-2 als denkmalgeschütztes Baudenkmal von Kochel am See verzeichnet. Ebenso wird sie als Bodendenkmal unter der Aktennummer D-1-73-133-2 im Bayernatlas als „ehem. Landsitz, sog. Aspensteinschlössl, zweigeschossiger barocker Walmdachbau mit Altane und halbrundem profaniertem Kapellenanbau, 1694, seit 1948 Georg-von-Vollmar-Akademie“ geführt.

## Geschichte
Schloss Aspenstein wurde zwischen 1675 und 1694 als zweigeschossiger Walmdachbau mit angebauter Hauskapelle für das Kloster Benediktbeuern erbaut und diente bis zur Säkularisation 1803 als Sommersitz für Äbte sowie als Alters- und Erholungsheim der Benediktinermönche des Klosters Benediktbeuern. 
Im Rahmen der Säkularisation ging das Aspensteinschlössel 1803 in den Besitz Bayerns über und wurde noch im selben Jahr durch den bairischen Finanzrat Georg Freiherr von Stengel erworben. Von 1815 bis 1836 besaß der Weinwirt Ignaz Huber das Schlösschen. Anschließend erwarb es Georg von Dessauer; im Besitz der Familie Dessauer blieb das Schloss bis 1936. Am 12. März 1936 ging das ziemlich verkommene Barockschloss Aspenstein in den Besitz von Baldur von Schirach über, der Reichsjugendführer und später NSDAP-Gauleiter in Wien war. Familie Schirach renovierte das Haus und bewohnte es bis 1940, nach dem Krieg wurde das Haus enteignet.  
1945 fiel das Aspensteinschlössl dem Freistaat Bayern zu. Zunächst befand sich hier jedoch das Hauptquartier der 10. US-Panzerdivision, bis es 1946 sogenannten Displaced Persons (DPs) Unterkunft bot. 
Nachdem es 1948 diese Funktion wieder verloren hatte, wurde es von der amerikanischen Militärregierung der bayerischen SPD als Schulungsheim übergeben, benannt nach dem Politiker und ersten Vorsitzenden der bayerischen SPD Georg von Vollmar, der Georg-von-Vollmar-Schule, die 1968 in Georg-von-Vollmar-Akademie umbenannt wurde. Bis heute ist hier die Bildungsstätte der Georg-von-Vollmar-Akademie – mit zusätzlichen Gästehäusern und Seminarräumen – untergebracht.